# Riki
Ivan Sanchez-Rico Soto, (Aranjuez, 11 augustus 1980), beter bekend onder de naam Riki is een Spaans profvoetballer die sinds 2006 onder contract staat bij Deportivo de La Coruña. Voordien speelde hij bij Getafe CF en de lagere teams van Real Madrid.

## Carrière
Na gespeeld te hebben bij amateurclubs uit de streek van zijn geboortedorp Aranjuez wordt hij opgevist door Real Madrid. Daar speelde hij bij de reserveploegen van "De Koninklijke". In juli 2004 wilde hij hogerop en kwam terecht bij Getafe uit de Primera Division. In twee seizoenen scoorde hij daar 10 keer. Op 26 juni 2006 tekende hij een contract voor 5 jaar bij Deportivo. Ondertussen scoorde hij er al meer dan 20 keer.

## Statistieken
| seizoen | club                 | land   | competitie         | wed. | goals |
| ------- | -------------------- | ------ | ------------------ | ---- | ----- |
| 2000/02 | Real Madrid C        | Spanje | Tercera División   | ??   | ??    |
| 2002/04 | Real Madrid Castilla | Spanje | Segunda División B | 61   | 19    |
| 2004/06 | Getafe CF            | Spanje | Primera División   | 61   | 10    |
| 2006/?? | Deportivo            | Spanje | Primera División   | 134  | 24    |
|         |                      |        | Totaal             | 256  | 53    |